# Sondeguin-Yarcé
Sondeguin-Yarcé est une localité du département de Zimtenga, dans la province de Bam, dans le Centre-nord, au Burkina Faso. 

## Population
Lors du recensement de 2006, on y a dénombré 205 habitants, dont 50,73 % de femmes. Comme son nom l'indique, ce sont des Yarsé.